# Альтман, Сэм
Сэмюэл Харрис Альтман (англ. Samuel Harris Altman, МФА: /ˈɔːltmən/; род. 22 апреля 1985, Чикаго, Иллинойс) — американский предприниматель, инвестор, программист и блогер. С 2014 года был президентом Y Combinator до увольнения в 2019, после чего стал генеральным директором OpenAI.

## Юность и образование
Родился в еврейской семье и рос в Сент-Луисе, штат Миссури; мать была дерматологом. Свой первый компьютер получил в возрасте 8 лет. Учился в средней школе Джона Берроуза и изучал информатику в Стэнфордском университете, пока не бросил учёбу в 2005 году. В 2017 году получил почётную степень Университета Уотерлу.

## Карьера

### Loopt
В 2005 году в возрасте 19 лет Сэм стал соучредителем и генеральным директором Loopt, мобильного приложения для социальных сетей с функцией геолокации. Будучи генеральным директором, он привлёк в компанию более 30 миллионов долларов венчурного капитала, однако Loopt не смогла завоевать достаточное количество пользователей. Позднее бизнес был выкуплен корпорацией Green Dot за 43,4 миллиона долларов.
В 2011 году он начал работать в Y Combinator в качестве партнера по совместительству. В феврале 2014 года Альтман был назначен президентом Y Combinator её соучредителем Полом Грэмом. Его первая партия инвестиций включала Loopt. В сообщении в блоге 2014 года он сказал, что общая оценка компаний Y Combinator превысила 65 миллиардов долларов, включая такие известные компании, как Airbnb, Dropbox, Zenefits и Stripe. В сентябре 2016 года Альтман объявил, что станет президентом YC Group, в которую входили Y Combinator и другие подразделения.
В июле 2015 года Сэм сказал, что надеется расширить Y Combinator, чтобы финансировать 1000 новых компаний в год. Он также пытался расширить типы компаний, финансируемых YC, особенно компаний, занимающихся «жесткими технологиями».
В октябре 2015 года он объявил о YC Continuity, фонде акций на стадии роста в размере 700 миллионов долларов, который инвестирует в компании YC. Также в октябре 2015 года он объявил о создании некоммерческой исследовательской лаборатории Y Combinator Research и пожертвовал группе 10 миллионов долларов. На данный момент YC Research объявила об исследовании базового дохода, будущего вычислительной техники, образования и строительства новых городов.
В 2015 году журналом Forbes он был назван лучшим инвестором в возрасте до 30 лет , одним из «Лучших молодых предпринимателей в области технологий» по версии BusinessWeek в 2008 году.
В марте 2019 года YC объявила о переходе Сэма на должность председателя, чтобы больше сосредоточиться на OpenAI. Это решение было принято вскоре после того, как YC объявила о переносе своей штаб-квартиры в Сан-Франциско. По состоянию на начало 2020 года он больше не был связан с YC.

### OpenAI
Сэм является сооснователем и генеральным директором OpenAI. OpenAI — это исследовательская компания с ограниченной прибылью, целью которой является развитие искусственного интеллекта таким образом, чтобы он приносил пользу человечеству в целом и не причинял вреда. Первоначально организацию финансировали Альтман, Брокман, Илон Маск, Джессика Ливингстон, Питер Тиль, Amazon Web Services, Infosys и YC Research. В общей сложности, когда компания была запущена в 2015 году, они привлекли 1 миллиард долларов от внешних спонсоров.
16 мая 2023 года давал показания перед Юридическим подкомитетом Сената США по конфиденциальности, технологиям и законодательству по вопросам надзора за ИИ.
17 ноября 2023 года было объявлено, что правление OpenAI приняло решение отстранить генерального директора из-за отсутствия доверия. 20 ноября 2023 года глава Microsoft Сатья Наделла заявил, что он переходит на работу в Microsoft, где возглавит новую группу по искусственному интеллекту. Однако уже 22 ноября 2023 года OpenAI заявила, что Альтман возвращается на пост генерального директора этой компании. Это было связано с тем, что возмущенные сотрудники OpenAI обещали уволиться вслед за Альтманом, если его не вернут.

### Инвестиции
Является инвестором многих компаний, включая Airbnb, Stripe, Reddit, Asana, Pinterest, Angelic Tears, Teespring, Zenefits, FarmLogs, True North, Shoptiques, Instacart, Optimizely, Verbling, Soylent, Reserve, Vicarious, Clever и Notable PDF (теперь Kami).
Он был генеральным директором Reddit в течение восьми дней в 2014 году после того, как генеральный директор Ишан Вонг ушел в отставку. Он объявил о возвращении Стива Хаффмана в качестве генерального директора 10 июля 2015 года.
8 апреля 2024 года был впервые включён в список миллиардеров по версии журнала Forbes. Размер состояния Альтмана, в основном, обусловлен удачными инвестициями в стартапы, такие как Reddit и платежную компанию Stripe.

### Ядерная энергетика
Является председателем правления Helion и Oklo, двух атомных энергетических компаний, заявлял, что ядерная энергетика является одной из важнейших областей технологического развития.

### Worldcoin
В 2020 году Сэм стал соучредителем Worldcoin, который стремится предоставить свои новые цифровые деньги каждому человеку на Земле бесплатно, используя распознавание радужной оболочки глаза, сохраняющее конфиденциальность, чтобы гарантировать, что его пользователи не потребуют свою бесплатную долю более одного раза. Worldcoin приостановил свою работу в нескольких странах после того, как местные подрядчики ушли или правила сделали невозможным ведение бизнеса. В мае 2023 года The Financial Times сообщила, что Сэм Альтман ведёт переговоры с инвесторами о привлечении в стартап 100 млн долларов.

## Филантропия
Во время пандемии COVID-19 Альтман помог финансировать и создать Project Covalence, целью которого было помочь исследователям быстро запустить клинические испытания в партнерстве с TrialSpark, который является стартапом для клинических испытаний.

## Политика
Согласно сообщению Vox's Recode, было предположение, что Альтман будет баллотироваться на пост губернатора Калифорнии на выборах 2018 года, в которых он не участвовал. В 2018 году Альтман запустил политическое движение «The United Slate», направленное на исправление жилищной политики и политики в области здравоохранения.
В 2019 году провёл в своем доме в Сан-Франциско сбор средств для кандидата в президенты от Демократической партии Эндрю Яна. В мае 2020 года Альтман пожертвовал 250 тысяч долларов организации American Bridge 21st Century, Super-PAC, поддерживающей кандидата в президенты от Демократической партии Джо Байдена.

## Личная жизнь
Вегетарианец с детства. Гей, встречался с соучредителем Loopt Ником Сиво в течение девяти лет; они расстались вскоре после того, как компания была приобретена в 2012 году. По состоянию на 2023 год его партнёром является Оливер Малхерин — австралийский инженер-программист. Живёт в районе Рашен-Хилл в Сан-Франциско и владеет вторым домом в городе Напа, Калифорния.
Выживальщик, в интервью 2016 года он сказал: «У меня есть оружие, золото, йодид калия, антибиотики, батарейки, вода, противогазы от Армии обороны Израиля и большой участок земли в Биг-Суре, куда я могу прилететь».
10 января 2024 года Сэм Альтман узаконил свои отношения с Оливером Малхерином бракосочетанием на Гавайях.
В январе 2025 года сестра Альтмана — Энн Альтман — подала иск о сексуальном насилии со стороны Альтмана в Окружной суд США в Восточном округе Миссури в Сент-Луисе. В иске утверждается, что насилие началось, когда Энн Альтман было 3 года, а Сэму Альтману — 12. Сэм Альтман вместе со своей матерью Конни и младшими братьями Максом и Джеком опубликовали совместное заявление по делу X, в котором опровергли обвинения, назвав их «совершенно не соответствующими действительности».
22 февраля 2025 года Альтман объявил о рождении сына.